# Várdomb
Várdomb là một thị trấn thuộc hạt Tolna, Hungary. Thị trấn này có diện tích 9,55 km², dân số năm 2010 là 1194 người, mật độ 125 người/km².